# Cykl o Kocie
Cykl o Kocie (Trylogia o Kocie) – trylogia powieści science fiction autorstwa amerykańskiej pisarki Joan D. Vinge. Składają się na nią następujące powieści: Psychotronik, Kocia łapka oraz Deszcz snów.
Głównym bohaterem trylogii jest Kot – psychotronik, pół człowiek, pół Hydranin. Autorka w słowie wstępnym do Psychotronika pisze, że Kot pojawił się w jej wyobraźni, gdy miała siedemnaście lat i od tamtego czasu starała się spisywać jego historię. Sama nazwała bohatera „personifikacją swojej świadomości społecznej”. Trylogia, poza samymi przygodami Kota, opowiada również o zaletach i wadach zdolności psychotronicznych, przedstawia swoją wizję świata wysokiego rozwoju technologicznego, ludzkości, która zawładnęła Układem Słonecznym i która w swoich odkryciach zderzyła się też z utopijną obcą rasą – Hydranami. Powieść porusza również problematykę odmienności rasowych, nawołuje do tolerancji oraz oceniania ludzi dopiero, kiedy pozna się ich wnętrze.